# ایستگاه متروی دگنهام شرقی
ایستگاه متروی دگنهام شرقی (انگلیسی: Dagenham East tube station) یکی از ایستگاه‌های خط ناحیه متروی لندن است.
این ایستگاه که در ناحیه دگنهام قرار دارد در سال ۱۸۸۵ میلادی تأسیس شده است.